# Richard Schlögl
Richard Schlögl (* 26. Oktober 1996 in Wien) ist ein österreichischer Eishockeyspieler, der seit 2020 beim EC Bregenzerwald in der Alps Hockey League unter Vertrag steht und seit 2022 parallel für die Pioneers Vorarlberg in der Österreichischen Eishockey-Liga spielberechtigt ist.

## Karriere
Schlögl begann seine Karriere bei den Vienna Capitals. Ab der Saison 2017/18 spielte er in der zweiten Mannschaft und wurde dort zum Kapitän ernannt. Sporadisch erhielt er auch Einsätze in der Erste Bank Eishockey Liga.
Seit 2020 steht er beim EC Bregenzerwald in der Alps Hockey League unter Vertrag. Zur Saison 2022/23 erhielt er eine B-Lizenz für die neu gegründeten Pioneers Vorarlberg aus der Österreichischen Eishockey-Liga.

## Karrierestatistik
(Legende zur Spielerstatistik: Sp oder GP = absolvierte Spiele; T oder G = erzielte Tore; V oder A = erzielte Assists; Pkt oder Pts = erzielte Scorerpunkte; SM oder PIM = erhaltene Strafminuten; +/− = Plus/Minus-Bilanz; PP = erzielte Überzahltore; SH = erzielte Unterzahltore; GW = erzielte Siegtore; 1 Play-downs/Relegation; Kursiv: Statistik nicht vollständig)